# Klaviersonate Nr. 4 (Mozart)
Die Sonate Nr. 4 in Es-Dur KV 282 (189g) von Wolfgang Amadeus Mozarts ist eine Klaviersonate mit drei Sätzen. Sie wurde während der Reise nach München anlässlich der Produktion der Oper La finta giardiniera zwischen dem späten 1774 und dem März des nächsten Jahres komponiert, als Mozart 18 Jahre alt war, und ist die Vierte eines Zyklus von sechs Sonaten mit steigendem Schwierigkeitsgrad, die auf dieser Reise entstanden sind. Die durchschnittliche Aufführungsdauer beträgt 12 Minuten, und sie fällt dadurch auf, dass sie anders als üblich mit einem lyrischen Adagio beginnt.

## Sätze

### 1. Satz: Adagio
Der Kopfsatz beginnt  nach den Regeln der Sonatenhauptsatzform mit einer dreitaktigen Introduktion. Anschließend erscheinen anstatt Viertelnoten Sechzehntelnoten in der linken Hand. In Takt acht folgt eine Kadenz in die Doppeldominante F-Dur. Eine Überleitung führt anschließend, nach einer möglichen Wiederholung der Introduktion und der Reprise, in die Durchführung in Takt 16. In der sechstaktigen Durchführung erscheinen verarbeitete Sequenzen aus den ersten 15 Takten. Die Introduktion wird übersprungen und das veränderte erste Thema erscheint. Mozart kadenziert hier jedoch in B-Dur, der Dominanten. Das zweite Thema erscheint in der Tonika. Eine Überleitung führt, bei einer Wiederholung, in die Durchführung, und/oder in die Coda, welcher der Introduktion gleicht.

### 2. Satz: Menuetto I–II
Das erste Menuetto ist dreiteilig, wobei im Mittelteil das Thema verarbeitet in der linken Hand auftritt. Dieses Menuett ist in der Dominante B-Dur geschrieben. Das zweite Menuetto weist einen minimalen Charakter einer Sonatenhauptsatzform, wo zwei kleine ähnelnde Themen im Mittelteil in der Tonart Es-Dur bearbeitet werden. In seinem volkstümlichen Charakter erinnert es deutlich an österreichische Tanz-Traditionen.

### 3. Satz:Allegro
Der dritte Satz in Es-Dur weist wieder die Sonatenhauptsatzform auf und ist im Charakter mit seinem Tempo Allegro eben so lebhaft.